# 14791 Atreus
14791 Atreus este o planetă minoră (asteroid), cu un diametru de 22,33 km, din Asteroid troian al lui Jupiter. A fost descoperită pe 19 septembrie 1973 la Observatorul Palomar de Cornelis Johannes van Houten și a fost numită după Atreu. 
Obiectul prezintă o orbită caracterizată de o semiaxă mare de 5,1467318 UAi, o excentricitate de 0,16, o înclinație de 2,93658 ° în raport cu ecliptica.